# 大道寺繁糺
大道寺 繁糺（だいどうじ しげただ）は、江戸時代中期の弘前藩士。

## 略歴
大道寺直聴の子として誕生。
享保13年（1728年）に家老になった。後に300石を加増され、1600石の大身になった。